# امتياز علي
امتیاز علي ((بالأردوية: امتیاز علی)‏, (بالهندية: इम्तियाज़ अली)‏) (ولد 16 يونيو 1971) هو كاتب ومخرج أفلام هندي.
بدأ مسيرته الفنية بكتابة وإخراج عروض تلفزية. بدأ أول تجربة له، في بوليوود كمخرج، بفلم سوتشا نا تها.

## قائمة أعماله السينمائية
| السنة | الفيلم             | مخرج | منتج | كاتب | ملاحظات                       |
| ----- | ------------------ | ---- | ---- | ---- | ----------------------------- |
| 2005  | Socha Na Tha       | نعم  |      | نعم  | حرر أيضا الفيلم (مونتاج)      |
| 2005  | Ahista Ahista      |      |      | نعم  |                               |
| 2007  | عندما التقينا      | نعم  |      | نعم  | جائزة فيلمفار لأفضل حوار      |
| 2009  | الحب في هذه الأيام | نعم  |      | نعم  | حرر أيضا الفيلم (مونتاج)      |
| 2011  | Rockstar           | نعم  |      | نعم  |                               |
| 2012  | كوكتيل (فيلم هندي) |      |      | نعم  |                               |
| 2014  | الطريق السريع      | نعم  | نعم  | نعم  | إنتاج مشترك مع ساجد ناديدوالا |
| 2015  | Tamasha            | نعم  | نعم  | نعم  | إنتاج مشترك مع ساجد ناديدوالا |

## وصلات خارجية
- امتياز علي على موقع IMDb (الإنجليزية)
- امتياز علي على موقع ألو سيني (الفرنسية)
- امتياز علي على موقع أول موفي (الإنجليزية)
- امتياز علي على موقع قاعدة بيانات الفيلم (الإنجليزية)
- امتياز علي على موقع كينوبويسك (الروسية)